# Agathodes bibundalis
Agathodes bibundalis är en fjärilsart som beskrevs av Embrik Strand 1913. Agathodes bibundalis ingår i släktet Agathodes och familjen Crambidae. Inga underarter finns listade i Catalogue of Life.